# Olivia Rodrigo: Guts World Tour
Olivia Rodrigo: Guts World Tour è un film concerto del 2024 diretto da James Merryman che ripercorre il concerto del Guts World Tour di Olivia Rodrigo, distribuito da Netflix il 29 ottobre 2024 a livello mondiale.

## Trama
Annunciato il 2 ottobre 2024 dall'artista nella sua newsletter, il film presenta un intero concerto, con la partecipazione speciale di Chappell Roan come ospite musicale.
Le registrazioni sono state svolte nelle due date all'Intuit Dome del 20 e 21 agosto del 2024. Il film è stato distribuito da Netflix il 29 ottobre 2024.

## Musiche
1. bad idea right?
2. ballad of a homeschooled girl
3. vampire
4. traitor
5. drivers license
6. teenage dream
7. pretty isn't pretty
8. love is embarassing
9. making the bed
10. logical
11. enough for you
12. lacy
13. so american
14. jealousy, jealousy
15. Hot to Go! (di e con Chappell Roan)
16. happier
17. favorite crime
18. deja vu
19. the grudge
20. brutal
21. obsessed
22. all-american bitch
23. good 4 u
24. get him back!